# Seelenlos

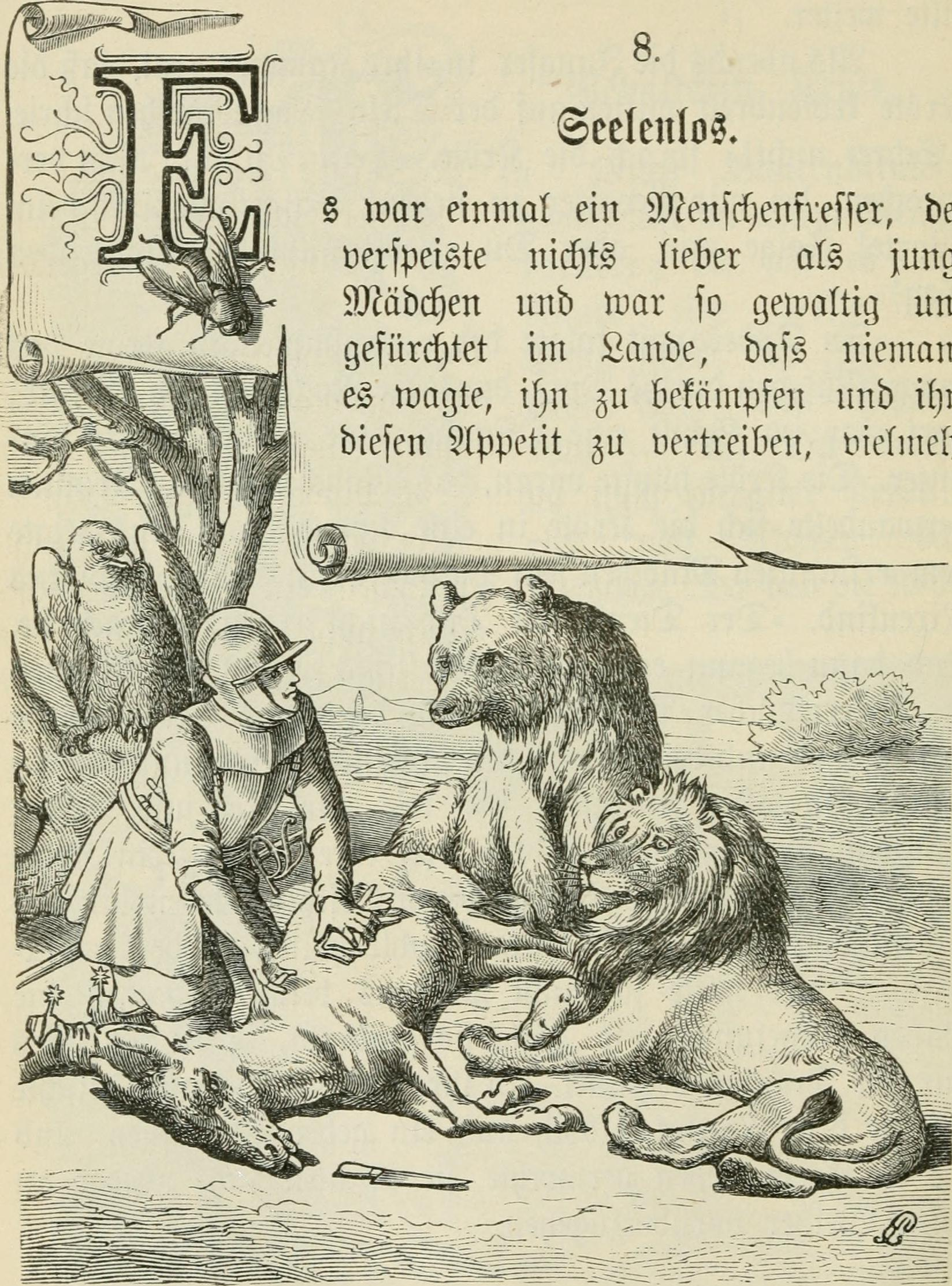
Illustration, 1890

Seelenlos ist ein Märchen (AaTh 302). Es steht in Ludwig Bechsteins Neues deutsches Märchenbuch an Stelle 8 und stammt aus Johann Wilhelm Wolfs Deutsche Märchen und Sagen von 1845 (Nr. 20: Ohneseele).

## Inhalt
Seelenlos frisst lauter junge Mädchen, besteht auch darauf, als das Los auf die Königstochter fällt. Der König verspricht sie dem zur Frau, der sie rettet. Da macht ein junger Soldat sich auf. Unterwegs streiten sich ein Löwe, ein Adler, ein Bär und eine Fliege um einen toten Esel. Er schlichtet und erhält zum Dank einen Fliegenkuss und eine Feder, womit er sich in eine Fliege und in einen Adler verwandeln kann. So dringt er zur Königstochter vor, die den Menschenfresser für ihn ausfragt: Die Seele liegt in einer Goldtruhe auf einem Glasfelsen im Roten Meer. Die Windmutter gibt dem Soldaten ein Wünschelflughütchen, die Winde und die Fische helfen ihm. Als Händler bringt er Seelenlos die Seele, da ist der geheilt, und er bekommt die Prinzessin.

## Herkunft
Bechstein nennt die Quelle, Wolfs Ohneseele, das er völlig umgedichtet habe. Ähnlich sei bei Wolf auch Nr. 23 Die dankbaren Tiere. Aus letzterem stammt wohl auch, dass der Held ein Messer mitbekommt und dass er einen gefallenen Esel statt eines Pferdes teilt. Vgl. auch Wolfs Märchen Der Metzgergesell. In Bechsteins Bearbeitung stellt der Soldat sich dem Seelenlos als Händler vor und erlöst ihn mit der Seele, statt ihn zu töten. Wörtliche Reden wurden eingefügt, dafür auf Details verzichtet, die aus Grimms Märchen stammen könnten: Bei Wolf sperrt Ohneseele die Prinzessin zum Mästen ein, vgl. Hänsel und Gretel. Die Winde rufen „ich rieche, rieche Menschenfleisch“, vgl. Perraults Der kleine Däumling, Bechsteins Das winzige, winzige Männlein, Grimms Der Teufel mit den drei goldenen Haaren. Wolf endet: „Da kroch eine Maus in des Pastors Haus und das Verzählchen ist aus“ (vgl. Hänsel und Gretel).
Zentraler Zug des Zaubermärchens ist die External Soul (AaTh 302), vgl. Der Mann ohne Herz, andere Motive ähneln Der Wandergeselle, Grimms KHM 88 Das singende springende Löweneckerchen, KHM 92 Der König vom goldenen Berg, KHM 93 Die Rabe, KHM 111 Der gelernte Jäger, KHM 125 Der Teufel und seine Großmutter, KHM 197 Die Kristallkugel. Die hilfreichen Winde ähneln den Tieren in KHM 82a Die drei Schwestern, Basiles Die drei Tierkönige.